# 가우 (영토)
가우(독일어: Gau)는 게르만어로 지역, 행정 단위를 가리키는 모호한 용어다. 이 단어는 중세 시대에 사용되었는데, 잉글랜드의 셔와 대략적으로 일치한다고 볼 수 있다. 이 용어의 행정적 사용은 1933년부터 1945년까지의 나치 독일 기간 동안 하위 행정구역 단위로 부활했다. 오늘날에도 라인가우(Rheingau) 또는 알고우(Allgäu)와 같은 지역 이름으로 나타난다.